# Maiores públicos de futebol no Brasil
Esta é uma lista dos maiores públicos de futebol no Brasil. Exceto os jogos onde estão apresentadas as informações de público presente e pagante, os outros referem-se somente aos públicos pagantes.
Com a relação a frequência de torcedores aos estádios, foram registrados mais de 260 públicos acima de 100.000 pessoas em estádios brasileiros, com os clubes cariocas liderando esta estatística, tendo havido cerca de duzentos jogos no Estádio do Maracanã acima deste patamar, seguidos dos clubes paulistas, com mais de quarenta jogos, estes realizados no Estádio do Morumbi. Dezesseis clubes venderam mais de 5.000.000 de ingressos ente 1971 e 2012 no Campeonato Brasileiro.[carece de fontes?]

## Os 20 maiores públicos
|  | Rodada dupla |

| Nº | Público presente | Público pagante | Mandante   | Placar | Visitante        | Estádio  | Competição                  | Data       | Ref.                |
| -- | ---------------- | --------------- | ---------- | ------ | ---------------- | -------- | --------------------------- | ---------- | ------------------- |
| 1  | 199 854          | 173 850         | Brasil     | 1–2    | Uruguai          | Maracanã | Copa do Mundo               | 16/07/1950 | [ 1 ]               |
| 2  | 195 513          | 174 599         | Brasil     | 4–1    | Paraguai         | Maracanã | Eliminatórias da Copa       | 21/03/1954 | [ 1 ]               |
| 3  | 194 603          | 177 656         | Fluminense | 0–0    | Flamengo         | Maracanã | Campeonato Carioca          | 15/12/1963 | [ 1 ]               |
| 4  | 183 341          | [ nota 1 ]      | Brasil     | 1–0    | Paraguai         | Maracanã | Eliminatórias da Copa       | 31/08/1969 | [ 1 ]               |
| 5  | 174 770          | [ nota 1 ]      | Flamengo   | 1–1    | Vasco da Gama    | Maracanã | Campeonato Carioca          | 04/04/1976 | [ 1 ]               |
| 6  | 171 599          | [ nota 1 ]      | Flamengo   | 2–3    | Fluminense       | Maracanã | Campeonato Carioca          | 15/06/1969 | [ 1 ]               |
| 6  | 171 599          | [ nota 1 ]      | Botafogo   | 0–0    | Portuguesa-RJ    | Maracanã | Campeonato Carioca          | 15/06/1969 | [ 1 ]               |
| 7  | 165 358          | [ nota 1 ]      | Flamengo   | 0–0    | Vasco da Gama    | Maracanã | Campeonato Carioca          | 22/12/1974 | [ 1 ]               |
| 8  | 162 764          | 132 764         | Brasil     | 6–0    | Colômbia         | Maracanã | Eliminatórias da Copa       | 09/03/1977 | [ 1 ]               |
| 9  | 162 506          | 141 697         | Flamengo   | 2–1    | Vasco da Gama    | Maracanã | Campeonato Carioca          | 17/10/1954 | [ 1 ]               |
| 10 | 161 989          | [ nota 1 ]      | Flamengo   | 2–1    | Vasco da Gama    | Maracanã | Campeonato Carioca          | 06/12/1981 | [ 1 ]               |
| 11 | 160 342          | [ nota 1 ]      | Flamengo   | 1–0    | Vasco da Gama    | Maracanã | Campeonato Carioca          | 06/05/1973 | [carece de fontes?] |
| 11 | 160 342          | [ nota 1 ]      | Bangu      | 2–1    | Madureira        | Maracanã | Campeonato Carioca          | 06/05/1973 | [carece de fontes?] |
| 12 | 160 000          | 142 339         | Botafogo   | 0–1    | Fluminense       | Maracanã | Campeonato Carioca          | 27/06/1971 | [carece de fontes?] |
| 13 | 158 994          | 147 043         | Botafogo   | 3–0    | Flamengo         | Maracanã | Campeonato Carioca          | 15/12/1962 | [carece de fontes?] |
| 14 | 158 477          | [ nota 1 ]      | Flamengo   | 2–2    | Botafogo         | Maracanã | Campeonato Carioca Especial | 29/04/1979 | [carece de fontes?] |
| 15 | 155 523          | [ nota 1 ]      | Flamengo   | 3–0    | Santos           | Maracanã | Campeonato Brasileiro       | 29/05/1983 | [carece de fontes?] |
| 16 | 155 116          | [ nota 1 ]      | Fluminense | 0–0    | Flamengo         | Maracanã | Campeonato Carioca          | 16/05/1976 | [carece de fontes?] |
| 17 | 155 098          | 134 185         | Flamengo   | 2–1    | Vasco da Gama    | Maracanã | Campeonato Carioca          | 01/05/1968 | [carece de fontes?] |
| 17 | 155 098          | 134 185         | Bonsucesso | 1–0    | Olaria           | Maracanã | Campeonato Carioca          | 01/05/1968 | [carece de fontes?] |
| 18 | 155 000          | 142 429         | Brasil     | 2–0    | Iugoslávia       | Maracanã | Copa do Mundo               | 01/07/1950 | [carece de fontes?] |
| 19 | 154 355          | [ nota 1 ]      | Flamengo   | 3–2    | Atlético Mineiro | Maracanã | Campeonato Brasileiro       | 01/06/1980 | [carece de fontes?] |
| 20 | 153 520          | [ nota 1 ]      | Flamengo   | 0–1    | Fluminense       | Maracanã | Campeonato Carioca          | 16/12/1984 | [carece de fontes?] |

## Por década

### Anos 1980
| Nº | Público presente | Público pagante | Mandante      | Placar | Visitante          | Estádio  | Competição            | Data       | Ref.                |
| -- | ---------------- | --------------- | ------------- | ------ | ------------------ | -------- | --------------------- | ---------- | ------------------- |
| 1  | 161 989          | [ nota 1 ]      | Flamengo      | 2–1    | Vasco da Gama      | Maracanã | Campeonato Carioca    | 06/12/1981 | [carece de fontes?] |
| 2  | 155 523          | [ nota 1 ]      | Flamengo      | 3–0    | Santos             | Maracanã | Campeonato Brasileiro | 29/05/1983 | [carece de fontes?] |
| 3  | 154 355          | [ nota 1 ]      | Flamengo      | 3–2    | Atlético Mineiro   | Maracanã | Campeonato Brasileiro | 01/06/1980 | [carece de fontes?] |
| 4  | 153 520          | [ nota 1 ]      | Flamengo      | 0–1    | Fluminense         | Maracanã | Campeonato Carioca    | 16/12/1984 | [carece de fontes?] |
| 5  | 150 289          | [ nota 1 ]      | Brasil        | 1–0    | Alemanha Ocidental | Maracanã | Amistoso              | 21/03/1982 | [carece de fontes?] |
| 6  | 141 072          | [ nota 1 ]      | Brasil        | 2–0    | Chile              | Maracanã | Eliminatórias da Copa | 03/09/1989 | [carece de fontes?] |
| 7  | 139 923          | [ nota 1 ]      | Brasil        | 1–1    | Paraguai           | Maracanã | Eliminatórias da Copa | 23/06/1985 | [carece de fontes?] |
| 8  | 138 107          | [ nota 1 ]      | Flamengo      | 1–1    | Grêmio             | Maracanã | Campeonato Brasileiro | 18/04/1982 | [carece de fontes?] |
| 9  | 135 487          | [ nota 1 ]      | Botafogo      | 3–1    | Flamengo           | Maracanã | Campeonato Brasileiro | 19/04/1981 | [carece de fontes?] |
| 10 | 132 743          | [ nota 1 ]      | Brasil        | 1–0    | Uruguai            | Maracanã | Copa América          | 16/07/1989 | [carece de fontes?] |
| 11 | 128 781          | [ nota 1 ]      | Fluminense    | 0–0    | Vasco da Gama      | Maracanã | Campeonato Brasileiro | 27/05/1984 | [carece de fontes?] |
| 12 | 127 806          | [ nota 1 ]      | Vasco da Gama | 2–0    | Flamengo           | Maracanã | Campeonato Carioca    | 10/08/1986 | [carece de fontes?] |
| 13 | 122 535          | 122 209         | São Paulo     | 1–0    | Santos             | Morumbi  | Campeonato Paulista   | 16/11/1980 | [carece de fontes?] |
| 14 | 122 481          | [ nota 1 ]      | Flamengo      | 0–0    | Vasco da Gama      | Maracanã | Campeonato Carioca    | 19/09/1982 | [carece de fontes?] |
| 15 | 122 142          | [ nota 1 ]      | Flamengo      | 3–0    | Fluminense         | Maracanã | Campeonato Carioca    | 29/08/1982 | [carece de fontes?] |
| 16 | 121 773          | [ nota 1 ]      | Brasil        | 3–1    | Bolívia            | Maracanã | Eliminatórias da Copa | 22/03/1981 | [carece de fontes?] |
| 17 | 121 353          | [ nota 1 ]      | Flamengo      | 1–1    | Vasco da Gama      | Maracanã | Campeonato Brasileiro | 08/05/1983 | [carece de fontes?] |
| 18 | 121 093          | [ nota 1 ]      | Flamengo      | 0–2    | Vasco da Gama      | Maracanã | Campeonato Carioca    | 22/04/1986 | [carece de fontes?] |
| 19 | 120 441          | [ nota 1 ]      | Flamengo      | 2–1    | Guarani            | Maracanã | Campeonato Brasileiro | 11/04/1982 | [carece de fontes?] |
| 20 | 118 658          | 109 464         | Corinthians   | 0–0    | São Paulo          | Morumbi  | Campeonato Paulista   | 30/08/1987 | [carece de fontes?] |

### Anos 1990
| Nº | Público presente | Público pagante | Mandante      | Placar | Visitante         | Estádio  | Competição            | Data       | Ref.                |
| -- | ---------------- | --------------- | ------------- | ------ | ----------------- | -------- | --------------------- | ---------- | ------------------- |
| 1  | 132 834          | 76 632          | Cruzeiro      | 1–0    | Villa Nova        | Mineirão | Campeonato Mineiro    | 22/06/1997 | [ 2 ]               |
| 2  | 126 619          | 105 500         | Vasco da Gama | 3–0    | Fluminense        | Maracanã | Campeonato Carioca    | 21/03/1999 | [carece de fontes?] |
| 3  | 122 001          | [ nota 1 ]      | Botafogo      | 2–2    | Flamengo          | Maracanã | Campeonato Brasileiro | 19/07/1992 | [carece de fontes?] |
| 4  | 120 418          | 112 285         | Fluminense    | 3–2    | Flamengo          | Maracanã | Campeonato Carioca    | 25/06/1995 | [carece de fontes?] |
| 5  | 114 000          | 110 887         | Palmeiras     | 1–2    | São Paulo         | Morumbi  | Campeonato Paulista   | 20/12/1992 | [carece de fontes?] |
| 6  | 113 602          | 93 415          | Flamengo      | 5–3    | Fluminense        | Maracanã | Troféu São Sebastião  | 20/01/1999 | [carece de fontes?] |
| 7  | 110 915          | [ nota 1 ]      | Palmeiras     | 0–0    | São Paulo         | Morumbi  | Campeonato Paulista   | 01/12/1991 | [carece de fontes?] |
| 8  | 110 768          | [ nota 1 ]      | Botafogo      | 2–2    | Flamengo          | Maracanã | Campeonato Carioca    | 08/12/1991 | [carece de fontes?] |
| 9  | 110 000          | 98 907          | Flamengo      | 0–0    | Fluminense        | Maracanã | Campeonato Carioca    | 12/02/1995 | [carece de fontes?] |
| 10 | 107 999          | [ nota 1 ]      | Flamengo      | 1–3    | Vasco da Gama     | Maracanã | Campeonato Carioca    | 27/02/1994 | [carece de fontes?] |
| 11 | 106 853          | 95 472          | Cruzeiro      | 1–0    | Sporting Cristal  | Mineirão | Copa Libertadores     | 29/08/1997 | [carece de fontes?] |
| 12 | 106 142          | [ nota 1 ]      | Corinthians   | 0–0    | São Paulo         | Morumbi  | Campeonato Paulista   | 15/12/1991 | [carece de fontes?] |
| 13 | 106 111          | [ nota 1 ]      | Fluminense    | 1–1    | Flamengo          | Maracanã | Campeonato Carioca    | 04/04/1999 | [carece de fontes?] |
| 14 | 105 500          | 96 691          | Flamengo      | 2–1    | Vasco da Gama     | Maracanã | Campeonato Carioca    | 18/04/1999 | [carece de fontes?] |
| 15 | 105 185          | [ nota 1 ]      | São Paulo     | 1–0    | Newell's Old Boys | Morumbi  | Copa Libertadores     | 17/06/1992 | [carece de fontes?] |
| 16 | 104 401          | [ nota 1 ]      | Palmeiras     | 4–0    | Corinthians       | Morumbi  | Campeonato Paulista   | 12/06/1993 | [carece de fontes?] |
| 17 | 103 294          | 90 482          | Cruzeiro      | 3–0    | Portuguesa        | Mineirão | Campeonato Brasileiro | 29/11/1998 | [carece de fontes?] |
| 18 | 102 821          | [ nota 1 ]      | Corinthians   | 0–3    | São Paulo         | Morumbi  | Campeonato Paulista   | 08/12/1991 | [carece de fontes?] |
| 19 | 102 547          | [ nota 1 ]      | Flamengo      | 3–0    | Botafogo          | Maracanã | Campeonato Brasileiro | 12/07/1992 | [carece de fontes?] |
| 20 | 101 670          | [ nota 1 ]      | Brasil        | 2–0    | Uruguai           | Maracanã | Eliminatórias da Copa | 19/09/1993 | [carece de fontes?] |

### Anos 2000
| Nº | Público presente | Público pagante | Mandante      | Placar | Visitante           | Estádio  | Competição            | Data       | Ref.          |
| -- | ---------------- | --------------- | ------------- | ------ | ------------------- | -------- | --------------------- | ---------- | ------------- |
| 1  | 87 895           | 82 044          | Flamengo      | 2–0    | Atlético Paranaense | Maracanã | Campeonato Brasileiro | 25/11/2007 | [ 3 ]         |
| 2  | 87 716           | 81 844          | Flamengo      | 1–0    | Santos              | Maracanã | Campeonato Brasileiro | 11/11/2007 | [ 4 ]         |
| 3  | 86 027           | 78 918          | Fluminense    | 3–1    | LDU Quito           | Maracanã | Copa Libertadores     | 02/07/2008 | [ 5 ]         |
| 4  | 85 841           | [ nota 1 ]      | Cruzeiro      | 2–1    | São Paulo           | Mineirão | Copa do Brasil        | 09/09/2000 | [ 6 ]         |
| 5  | 85 071           | 76 567          | Brasil        | 5–0    | Equador             | Maracanã | Eliminatórias da Copa | 17/10/2007 | [ 7 ]         |
| 6  | 84 848           | 78 639          | Flamengo      | 2–1    | Grêmio              | Maracanã | Campeonato Brasileiro | 06/12/2009 | [ 8 ]         |
| 7  | 84 632           | 78 856          | Fluminense    | 3–1    | Boca Juniors        | Maracanã | Copa Libertadores     | 04/06/2008 | [ 9 ]         |
| 8  | 84 259           | [ nota 1 ]      | Cruzeiro      | 2–2    | Atlético Mineiro    | Mineirão | Campeonato Brasileiro | 06/10/2001 | [ 10 ]        |
| 9  | 84 027           | 78 393          | Flamengo      | 2–2    | Botafogo            | Maracanã | Campeonato Carioca    | 03/05/2009 | [ 11 ] [ 12 ] |
| 10 | 83 489           | 78 639          | Flamengo      | 0–0    | Goiás               | Maracanã | Campeonato Brasileiro | 22/11/2009 | [ 13 ]        |
| 11 | 83 359           | 78 395          | Flamengo      | 1–0    | Botafogo            | Maracanã | Campeonato Carioca    | 19/04/2009 | [ 14 ]        |
| 12 | 83 317           | [ nota 1 ]      | Flamengo      | 0–0    | San Lorenzo         | Maracanã | Copa Mercosul         | 13/12/2001 | [ 15 ]        |
| 13 | 82 566           | 78 409          | Flamengo      | 2–0    | Fluminense          | Maracanã | Campeonato Brasileiro | 04/10/2009 | [ 16 ]        |
| 14 | 81 904           | 78 609          | Vasco da Gama | 2–1    | Juventude           | Maracanã | Série B               | 07/11/2009 | [ 17 ]        |
| 15 | 80 560           | 77 063          | Flamengo      | 1–0    | Santos              | Maracanã | Campeonato Brasileiro | 31/10/2009 | [ 18 ]        |
| 16 | 80 342           | [ nota 1 ]      | Flamengo      | 3–1    | Vasco da Gama       | Maracanã | Campeonato Carioca    | 18/04/2004 | [ 15 ]        |
| 17 | 80 000           | [ nota 1 ]      | Brasil        | 3–1    | Argentina           | Morumbi  | Eliminatórias da Copa | 26/07/2000 | [ 19 ]        |
| 17 | 80 000           | [ nota 1 ]      | Corinthians   | 1–3    | Grêmio              | Morumbi  | Copa do Brasil        | 17/06/2001 | [ 6 ]         |
| 19 | 79 636           | 76 211          | Vasco da Gama | 4–0    | Ipatinga            | Maracanã | Série B               | 22/08/2009 | [ 20 ]        |
| 20 | 79 614           | [ nota 1 ]      | Cruzeiro      | 3–1    | Flamengo            | Mineirão | Copa do Brasil        | 11/06/2003 | [ 21 ]        |

### Anos 2010
| Nº | Público presente | Público pagante | Mandante      | Placar | Visitante            | Estádio        | Competição                  | Data       | Ref.   |
| -- | ---------------- | --------------- | ------------- | ------ | -------------------- | -------------- | --------------------------- | ---------- | ------ |
| 1  | 81 902           | 66 957          | Vasco da Gama | 0–2    | Botafogo             | Maracanã       | Campeonato Carioca          | 21/02/2010 | [ 22 ] |
| 2  | 80 080           | 66 757          | Vasco da Gama | 2–2    | Fluminense           | Maracanã       | Campeonato Brasileiro       | 22/08/2010 | [ 23 ] |
| 3  | 74 738           | [ nota 1 ]      | Alemanha      | 1–0    | Argentina            | Maracanã       | Copa do Mundo               | 13/07/2014 | [ 24 ] |
| 3  | 74 738           | [ nota 1 ]      | Argentina     | 2–1    | Bósnia e Herzegovina | Maracanã       | Copa do Mundo               | 15/06/2014 | [ 24 ] |
| 5  | 74 240           | [ nota 1 ]      | França        | 0–1    | Alemanha             | Maracanã       | Copa do Mundo               | 04/07/2014 |        |
| 6  | 74 101           | [ nota 1 ]      | Espanha       | 0–2    | Chile                | Maracanã       | Copa do Mundo               | 18/06/2014 |        |
| 7  | 73 819           | [ nota 1 ]      | Bélgica       | 1–0    | Rússia               | Maracanã       | Copa do Mundo               | 22/06/2014 |        |
| 8  | 73 804           | [ nota 1 ]      | Colômbia      | 2–0    | Uruguai              | Maracanã       | Copa do Mundo               | 28/06/2014 |        |
| 9  | 73 749           | [ nota 1 ]      | Equador       | 0–0    | França               | Maracanã       | Copa do Mundo               | 25/06/2014 |        |
| 10 | 73 531           | [ nota 1 ]      | Brasil        | 3–0    | Espanha              | Maracanã       | Copa das Confederações      | 30/06/2013 | [ 25 ] |
| 11 | 72 442           | 62 247          | Flamengo      | 1–0    | Corinthians          | Maracanã       | Copa Libertadores           | 28/04/2010 | [ 26 ] |
| 11 | 72 442           | 61 643          | Flamengo      | 2–3    | Universidad de Chile | Maracanã       | Copa Libertadores           | 12/05/2010 | [ 27 ] |
| 13 | 71 806           | [ nota 1 ]      | Espanha       | 10–0   | Taiti                | Maracanã       | Copa das Confederações      | 20/06/2013 | [ 25 ] |
| 14 | 71 527           | [ nota 1 ]      | México        | 1–2    | Itália               | Maracanã       | Copa das Confederações      | 16/06/2013 | [ 25 ] |
| 15 | 70 454           | [ nota 1 ]      | Brasil        | 0–0    | Suécia               | Maracanã       | Jogos Olímpicos - Feminino  | 16/08/2016 | [ 28 ] |
| 16 | 69 981           | 58 579          | Brasil        | 3–1    | Peru                 | Maracanã       | Copa América                | 07/07/2019 | [ 29 ] |
| 17 | 69 981           | 63 409          | Flamengo      | 5–0    | Grêmio               | Maracanã       | Copa Libertadores           | 23/10/2019 | [ 30 ] |
| 18 | 69 980           | 64 844          | Flamengo      | 1–1    | Athletico Paranaense | Maracanã       | Copa do Brasil              | 17/07/2019 | [ 31 ] |
| 19 | 69 846           | 65 649          | Flamengo      | 1–0    | CSA                  | Maracanã       | Campeonato Brasileiro       | 27/10/2019 | [ 32 ] |
| 20 | 69 389           | [ nota 1 ]      | Brasil        | 0–0    | África do Sul        | Mané Garrincha | Jogos Olímpicos - Masculino | 04/08/2019 | [ 33 ] |

### Anos 2020
| Nº | Público presente | Público pagante | Mandante     | Placar | Visitante               | Estádio  | Competição            | Data       | Ref.   |
| -- | ---------------- | --------------- | ------------ | ------ | ----------------------- | -------- | --------------------- | ---------- | ------ |
| 1  | 71 411           | 65 739          | Flamengo     | 1–0    | Independiente del Valle | Maracanã | Recopa Sul-Americana  | 28/02/2023 | [ 34 ] |
| 2  | 69 997           | 64 816          | Flamengo     | 0–0    | Palmeiras               | Maracanã | Campeonato Brasileiro | 20/04/2022 | [ 35 ] |
| 3  | 69 986           | 64 504          | Flamengo     | 3–0    | Independiente del Valle | Maracanã | Recopa Sul-Americana  | 26/02/2020 | [ 36 ] |
| 4  | 69 978           | 64 787          | Flamengo     | 2–0    | Fluminense              | Maracanã | Copa do Brasil        | 01/06/2023 | [ 37 ] |
| 5  | 69 760           | 64 709          | Fluminense   | 1–1    | Flamengo                | Maracanã | Campeonato Carioca    | 02/04/2022 | [ 38 ] |
| 6  | 69 473           | 64 524          | Flamengo     | 1–0    | Vasco da Gama           | Maracanã | Campeonato Brasileiro | 22/10/2023 | [ 39 ] |
| 7  | 69 232           | [ nota 1 ]      | Boca Juniors | 1–2    | Fluminense              | Maracanã | Copa Libertadores     | 04/11/2023 | [ 40 ] |
| 8  | 69 020           | 64 727          | Flamengo     | 0–1    | Vasco da Gama           | Maracanã | Campeonato Carioca    | 05/03/2023 | [ 41 ] |
| 9  | 68 747           | 62 624          | Flamengo     | 2–0    | Atlético Mineiro        | Maracanã | Copa do Brasil        | 13/06/2022 | [ 42 ] |
| 10 | 68 418           | 62 802          | Flamengo     | 1–0    | Corinthians             | Maracanã | Copa Libertadores     | 09/08/2022 | [ 43 ] |
| 11 | 68 097           | 61 566          | Flamengo     | 1–1    | Corinthians             | Maracanã | Copa do Brasil        | 19/10/2022 | [ 44 ] |
| 12 | 67 515           | 61 454          | Fluminense   | 2–2    | Internacional           | Maracanã | Copa Libertadores     | 27/09/2023 | [ 45 ] |
| 13 | 67 350           | 60 996          | Flamengo     | 0–1    | São Paulo               | Maracanã | Copa do Brasil        | 17/09/2023 | [ 46 ] |
| 14 | 67 113           | 62 528          | Flamengo     | 2–2    | Vitória                 | Maracanã | Campeonato Brasileiro | 08/12/2024 | [ 47 ] |
| 15 | 67 066           | 60 898          | Flamengo     | 1–0    | Olimpia                 | Maracanã | Copa Libertadores     | 03/08/2023 | [ 48 ] |
| 16 | 66 969           | 61 938          | Fluminense   | 4–1    | Flamengo                | Maracanã | Campeonato Carioca    | 09/04/2023 | [ 49 ] |
| 17 | 66 635           | 61 519          | Flamengo     | 2–1    | Vélez Sarsfield         | Maracanã | Copa Libertadores     | 07/09/2022 | [ 50 ] |
| 18 | 66 505           | 60 996          | Flamengo     | 2–1    | Athletico Paranaense    | Maracanã | Copa do Brasil        | 01/06/2023 | [ 51 ] |
| 19 | 65 757           | 60 490          | Flamengo     | 1–0    | Nova Iguaçu             | Maracanã | Campeonato Carioca    | 07/04/2024 | [ 52 ] |
| 20 | 65 662           | 60 839          | Flamengo     | 1–0    | Bahia                   | Maracanã | Copa do Brasil        | 28/05/2024 | [ 53 ] |